# Eulepidotis caeruleilinea
Eulepidotis caeruleilinea är en fjärilsart som beskrevs av Walker 1858. Eulepidotis caeruleilinea ingår i släktet Eulepidotis och familjen nattflyn. Inga underarter finns listade i Catalogue of Life.